# 近畿ブロック知事会
近畿ブロック知事会（きんきブロックちじかい）とは、近畿地方2府5県（大阪府、京都府、兵庫県、奈良県、和歌山県、滋賀県、三重県）と、その近隣県（福井県、鳥取県、徳島県）によって構成される知事会である。近畿2府8県の広域に渡る課題に関して意見交換を行い、相互の連絡提携、地方自治の円滑な運営と健全な発展を図ることを目的としている。

## 構成員
- 福井県知事
- 滋賀県知事
- 京都府知事
- 三重県知事
- 奈良県知事
- 和歌山県知事
- 大阪府知事
- 兵庫県知事
- 鳥取県知事（2008年6月6日に加入）
- 徳島県知事

## 付記
- 福井県、三重県及び滋賀県は中部圏知事会議、鳥取県は中国地方知事会、徳島県は四国知事会の構成自治体も兼ねている。
- 事務局は関西広域連合本部事務局に置かれる。
- 2011年6月2日、橋下徹大阪府知事が同知事会の廃止を含めた見直し案を提示したが、構成員からの反対意見が相次ぎ、現在も存続している。